# رلینگز (مریلند)
رلینگز (به انگلیسی: Rawlings) یک محدوده ثبت‌نشده در ایالات متحده آمریکا است که در شهرستان الیگنی، ایالت مریلند است و جمعیت آن در سرشماری سال ۲۰۱۰ میلادی، ۶۹۳ نفر بوده‌است.